# Мартишово
Мартишово (рос. Мартышово) — присілок в Печорському районі Псковської області Російської Федерації.
Населення становить 32 особи. Входить до складу муніципального утворення Крупська волость.

## Історія
Від 2015 року входить до складу муніципального утворення Крупська волость.

## Населення
| 2001 | 2002 | 2010 |
| ---- | ---- | ---- |
| 41   | ↘33  | ↘32  |